# Ferrovia Montepulciano-Fontago
La ferrovia Montepulciano–Fontago fu una linea ferroviaria a scartamento ridotto che collegava il centro storico di Montepulciano alla frazione di Fontago (rinominata Montepulciano Stazione con decreto ministeriale del 14 maggio 1925). Rimase in esercizio dal 30 giugno 1917 al 16 settembre 1927.

## Storia

Stazione di Montepulciano Città, tra il 1919 e il 1924. Un treno trainato dalla locomotiva SFV 3 "Frosinone" e composto da una carrozza con due terrazzini e un carro merci chiuso.

### Contesto e prime proposte
Dopo la costruzione e l'attivazione della stazione di Montepulciano, posta lungo la ferrovia Centrale Toscana, all'epoca gestita dalla Rete Mediterranea e successivamente dalle Ferrovie dello Stato (FS), lo sviluppo demografico ed economico del comune di Montepulciano, unito alla notevole distanza tra il centro abitato e la stazione, sollevò tra gli operatori economici locali e la cittadinanza l'esigenza di un collegamento ferroviario diretto con la frazione di Fontago, dove la stazione era situata. Il tragitto tra il centro urbano e la stazione era infatti servito da diligenze che percorrevano una strada carrozzabile lunga 9 chilometri, caratterizzata da tratti con pendenze rilevanti, poco adatte al trasporto rapido ed efficiente di persone e merci. Oltre a numerose aziende artigianali e vitivinicole, a Montepulciano, nei locali della Fortezza, aveva sede lo Stabilimento bacologico fondato da Francesco Saverio Melissari, uno dei più importanti della Toscana, attivo fin dal 1869. La fabbrica era specializzata nella trasformazione dei bozzoli dei bachi da seta e impiegava circa 600 operai.
Il 14 luglio 1885 il Consiglio comunale incaricò l'Ingegner Carlo Ducci, di Roma, di predisporre un progetto di massima della ferrovia. Secondo il progetto, datato 13 settembre 1885, la ferrovia, destinata a un traffico esclusivamente locale, sarebbe dovuta essere a scartamento normale e avere una lunghezza di 11,115 chilometri, con opere d'arte d'un certo impegno. Il costo, preventivato in circa 1 200 000 lire, fu giudicato insostenibile e fece accantonare la proposta.
Nel corso del dibattito emersero diverse proposte alternative, considerate più economiche rispetto a un collegamento ferroviario tradizionale. Tra queste si segnalò, in particolare, quella di una tranvia a scartamento normale e trazione a vapore, proposta nel 1886 dall'ingegner Cesare Baldi Santagostino, che prevedeva l'impiego di due locomotive di tipo Mallet di modesta potenza. Nel 1888, gli organi tecnici comunali presero in esame anche la possibilità di una tranvia a trazione elettrica. Successivamente, venne valutata anche una filovia, presentata al Consiglio comunale durante l'adunanza del 16 marzo 1898 e riproposta nel 1906. Lo stesso Consiglio comunale, nell'adunanza del 28 gennaio 1890, considerata la presumibile esiguità della domanda di trasporto, propose di inserire nel progetto il prolungamento della linea affinché, collegandosi ad altre tratte esistenti, potesse servire un comprensorio più ampio. Anche dopo la stesura del progetto definitivo, continuarono a emergere proposte di estensione: nel 1912 fu avanzata l’idea di far proseguire la linea fino alla zona del monte Amiata, per poi attraversare la val d'Orcia e connettersi alla ferrovia Asciano-Monte Antico. Negli anni successivi, un'altra proposta prevedeva il raggiungimento delle miniere di lignite di Pienza e della stazione ferroviaria di Terontola.

### Progetto

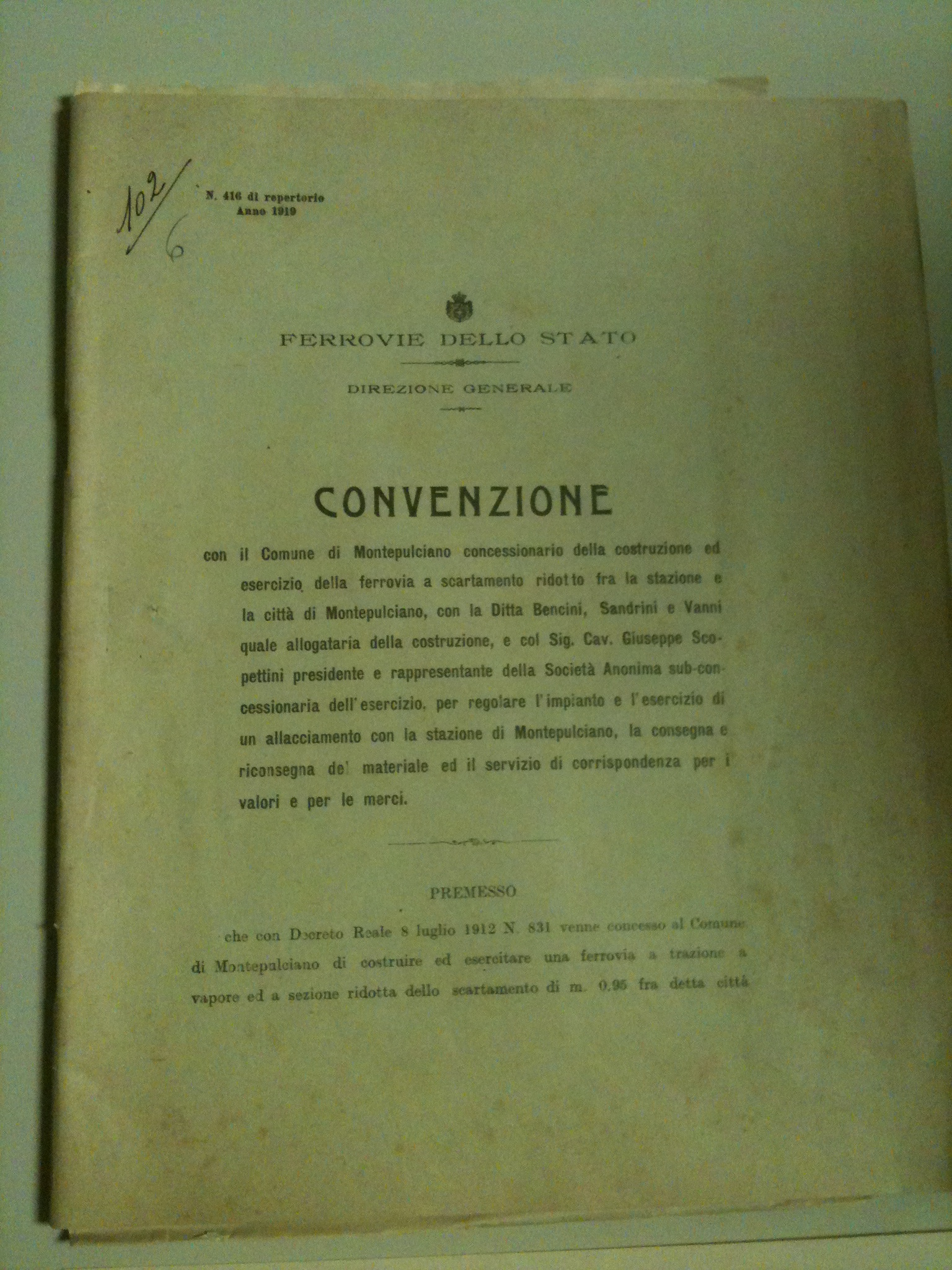
Convenzione per la costruzione della ferrovia

Dopo il fallimento di un tentativo di coinvolgere nella realizzazione dell'opera la Società Veneta per la costruzione e l'esercizio di ferrovie secondarie italiane, il deputato Gioacchino Bastogi, eletto nel collegio di Montepulciano nel 1902, incaricò personalmente e a proprie spese, l'ingegnere Ernesto Besenzanica, già noto progettista di ferrovie secondarie e tranvie con studio a Roma, di redigere un progetto di massima.
Il progetto Besenzanica, scartata l'ipotesi tranviaria, prevedeva la costruzione di una ferrovia a scartamento ridotto, in ragione della prevedibile modesta domanda sia di passeggeri che di merci. Esso fu esaminato dal Consiglio comunale di Montepulciano nell'adunanza del 22 maggio 1908 e approvato in quella del 17 giugno successivo. Il Consiglio Superiore dei Lavori Pubblici, con voto del 28 maggio 1909, espresse parere favorevole alla richiesta comunale di procedere con la redazione del progetto definitivo e con la costruzione della linea. Il 20 dicembre 1911 fu quindi concessa al Comune l'autorizzazione alla costruzione e all'esercizio di una linea ferroviaria a scartamento ridotto e trazione a vapore, destinata a collegare la stazione di Montepulciano (sita in località Fontago) con la nuova stazione cittadina di Montepulciano Città. La relativa convenzione fu approvata e resa esecutiva con Regio Decreto 8 luglio 1912, n. 831. Durante la seduta del Consiglio comunale del 31 agosto 1911 fu proposta l'adozione della trazione elettrica in luogo di quella a vapore. Il dibattito fu così acceso da portare alla richiesta di un referendum cittadino, istanza che fu successivamente ritirata.
La concessione di costruzione ed esercizio approvata con la convenzione aveva una durata di 70 anni. Il costo complessivo per la realizzazione dell’opera, comprensivo dell'infrastruttura, del materiale rotabile e delle spese per l'avvio dell’esercizio, fu determinato in 1 267 352 lire. Lo Stato concesse una sovvenzione annua pari a 5 883 lire per km, mentre gli enti locali si impegnarono a versare un contributo annuo di 12 615 lire all'anno per 50 anni.

### Approvazione del progetto

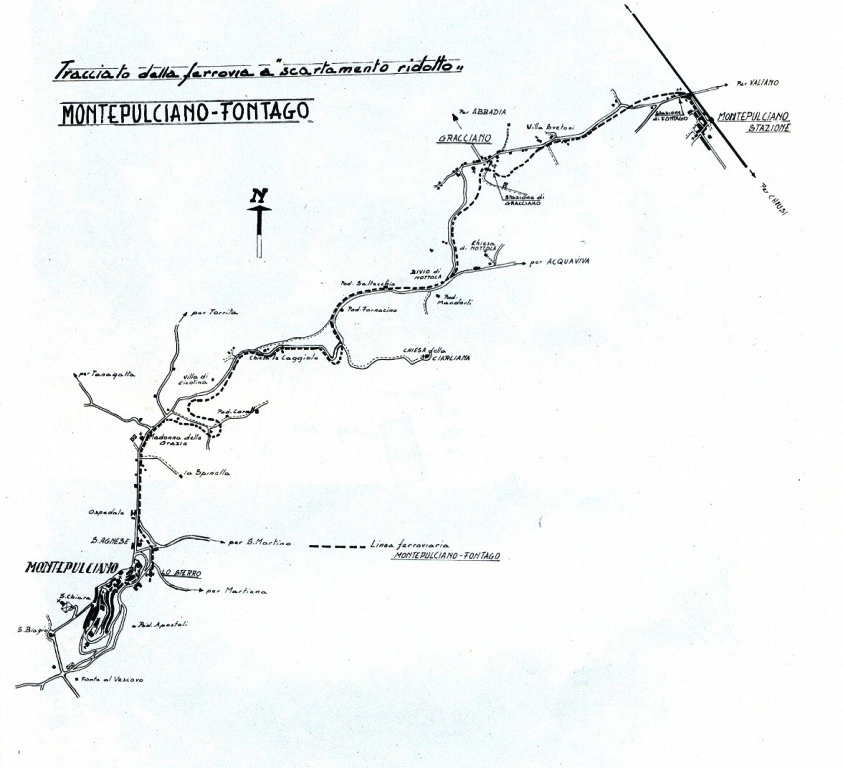
Tracciato della ferrovia secondo il progetto definitivo

Il progetto esecutivo della linea, redatto dall'ingegnere Mario Vanni su incarico del Comune, fu presentato il 10 aprile 1912 al Consiglio Superiore dei Lavori Pubblici, che ne espresse parere favorevole nella seduta del 28 novembre 1912. Il relativo decreto ministeriale di approvazione fu firmato il 13 dicembre dello stesso anno.
Il tracciato elaborato da Vanni risultava pressoché coincidente con quello previsto dal precedente progetto Besenzanica. Tuttavia, in recepimento delle indicazioni espresse nel voto del 28 maggio 1909, furono apportate alcune modifiche migliorative dal punto di vista planimetrico e altimetrico: in particolare, si ridusse il numero di curve con raggio minimo di 70 metri e si aumentarono i tratti in rettifilo. Tali variazioni comportarono un incremento nel numero dei passaggi a livello, che passarono da 34 a 38 complessivi.
La costruzione della linea fu subconcessa dal Comune di Montepulciano alla Società anonima per l'esercizio della ferrovia Fontago-Montepulciano (SAF), in base agli atti stipulati il 3 febbraio e il 25 aprile 1912. La SAF, costituitasi a Montepulciano il 19 febbraio 1912 con un capitale sociale di 100 000 lire, ottenne dal Comune, mediante ulteriori atti del 12 marzo e del 25 aprile 1912, anche la concessione dell'esercizio della linea.

### Costruzione della linea e arrivo del materiale rotabile
I lavori di costruzione della linea e degli impianti ebbero inizio nel 1913 e, anche a causa delle difficoltà generate dalla prima guerra mondiale, furono completati nel 1917. Per l'approvvigionamento dei materiali da costruzione edili si sfruttarono risorse locali. Fu eretta una fornace di mattoni in località Macchione. Si aprì una cava di ghiaia in località Le Pietrose e lungo il letto del fiume Salarco. La fornitura della calce, dei laterizi e delle traverse fu appaltata alla Società delle miniere di Montefollonico, e quella dei tubi in cemento armato fu appaltata alla ditta Rossi e Valdambini.
Il materiale rotabile arrivò a Montepulciano a partire dal febbraio 1916. Dopo varie corse di treni materiali e alcune corse con invitati, tra cui è meritevole di menzione quella del 25 aprile 1916 che ebbe a bordo il sindaco e altri maggiorenti di Moltepulciano, il 26 e il 27 aprile 1916 si svolse la consegna ufficiale delle locomotive acquistate dalle Ferrovie Adriatico Appennino, dove avevano i numeri di matricola 31 e 32. Dopo il collaudo esse rimasero in attesa dell'attivazione dell'esercizio nella rimessa di Montepulciano.

### Collaudo, inaugurazione e servizio
Il 2 maggio 1917 la linea fu aperta per il solo trasporto merci, con punti di carico e scarico a Montepulciano, Gracciano e Fontago., mentre nei giorni 13 e 14 giugno 1917 si svolse la visita di ricognizione ufficiale da parte dei funzionari tecnici ministeriali. L'inaugurazione ufficiale della ferrovia ebbe luogo giovedì 28 giugno 1917, con la benedizione dell'impianto da parte del vescovo e un tradizionale rinfresco celebrativo. Il servizio regolare per il trasporto di passeggeri e merci iniziò sabato 30 giugno.
Il servizio ferroviario prevedeva in orario cinque coppie di treni viaggiatori al giorno, con un tempo di percorrenza di 35 minuti. Le corse si svolgevano tra le 5:17 (prima partenza da Montepulciano) e le 20:18 (ultima da Fontago), in coincidenza con i treni della rete FS. Erano previste fermate intermedie a Gracciano. Le tariffe offrivano biglietti di prima e seconda classe, sia di corsa semplice che di andata e ritorno Maramai. Il personale includeva due capitreno, due fuochisti, un manovratore-pulitore, un caposquadra manutenzione e cinque operai. A Fontago erano impiegati un gestore e quattro operai; a Gracciano, un manovratore; a Montepulciano, un amministratore-contabile, un capostazione e un manovratore-guardasala.
Tuttavia, l'entusiasmo iniziale lasciò presto il posto alla delusione, in quanto la ferrovia, priva di reali prospettive economiche e costruita per un obiettivo limitato, cominciò ben presto a mostrare criticità operative e frequenti guasti, evidenziando i suoi limiti strutturali e gestionali. Già dal 22 luglio 1917 si registrarono le prime lamentele, a causa della sospensione improvvisa del servizio, che portò alla riduzione delle corse da cinque a tre coppie giornaliere nell'ottobre dello stesso anno.
Il primo grave incidente avvenne il 24 ottobre 1919: il treno partito alle 5:30 da Montepulciano sviò in curva a Val di Piatta, sotto le Caggiole, a causa della rottura dei freni di un carro merci. La locomotiva si ribaltò, adagiandosi nel campo sottostante Maramai e circa trenta passeggeri rimasero feriti. Il servizio fu sospeso per alcuni mesi, durante i quali fu ripristinato il trasporto con diligenze. La locomotiva rientrò in servizio solo il 14 marzo 1922. Altri deragliamenti si verificarono il 19 febbraio 1920 a Gracciano e il 13 settembre 1923 nuovamente presso le Caggiole. Nello stesso anno, il 13 ottobre, si registrò un incidente mortale: un treno investì un carro agricolo presso un passaggio a livello, causando la morte di Zela Rosignoli, una donna di 26 anni, madre di una bambina di un anno.
Il progressivo declino della linea fu inarrestabile. Dal 1º marzo 1923, le corse giornaliere furono ulteriormente ridotte a due coppie, mentre quelle soppresse vennero sostituite da autobus. Furono inoltre eliminate tutte le corse domenicali.

### Cessazione del servizio ferroviario

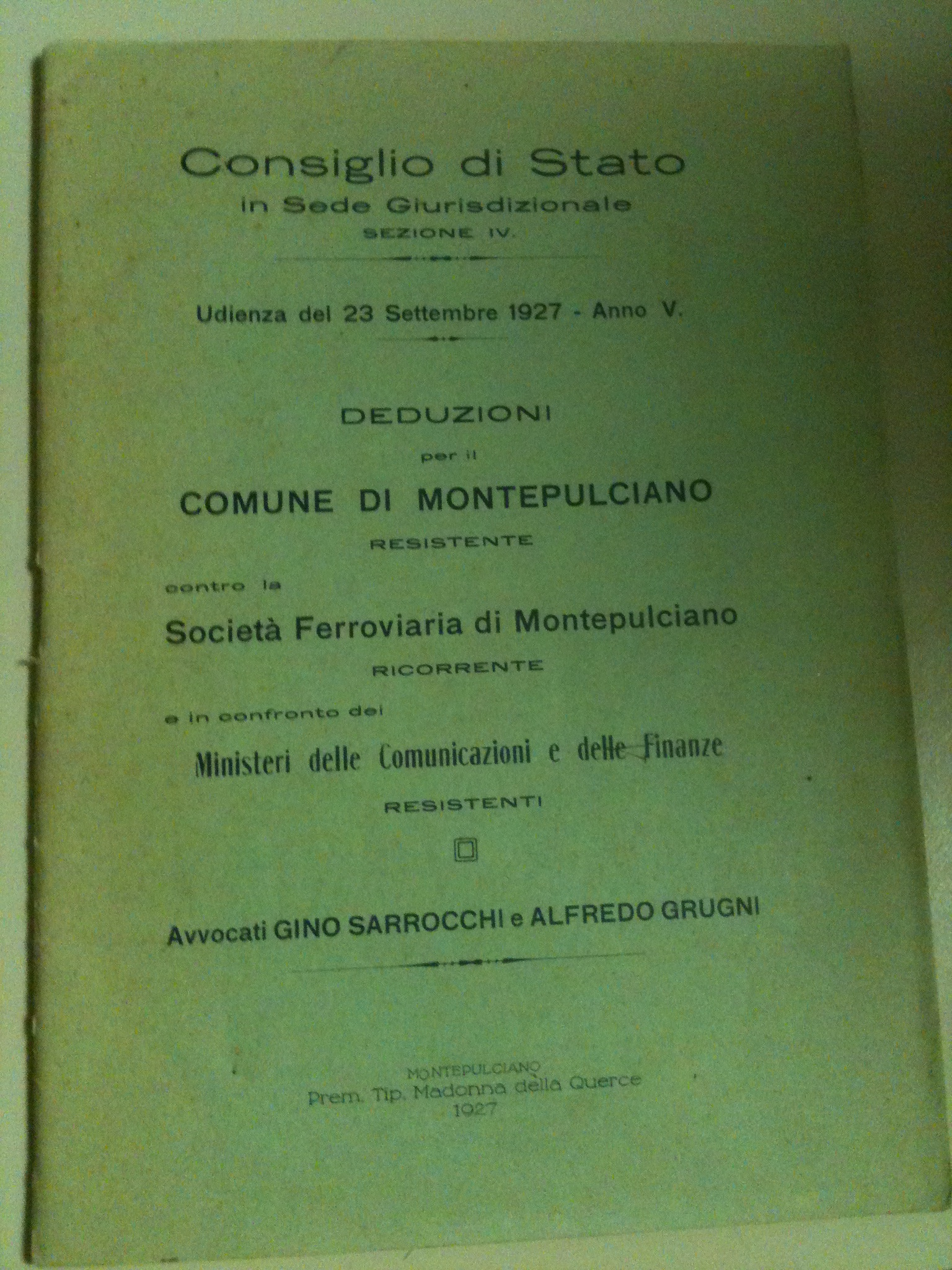
Verbale udienza Consiglio di Stato 23 settembre 1927

Nella primavera del 1926 gli organi di vigilanza ministeriali giunsero alla conclusione che le condizioni della linea e degli impianti non garantivano più la sicurezza dell'esercizio ferroviario. Con nota del 20 marzo 1926 fu pertanto disposta la sospensione del servizio a partire dal giorno 26 successivo, intimando nuovamente alla SAF di procedere alla ricostruzione del corpo stradale, della massicciata e dell'armamento ferroviario, il cui deterioramento era causa dei frequenti svii. In gravi difficoltà finanziarie, la SAF non poté ottemperare a tali prescrizioni e sospese il servizio già dal 25 marzo.
In qualità di concessionario, il Comune di Montepulciano eseguì con fondi propri alcuni interventi urgenti e, dopo alcune settimane in cui venne attivato un servizio automobilistico sostitutivo per i viaggiatori, dal 27 aprile assunse direttamente l'esercizio della linea, esautorando la SAF. Il servizio ferroviario riprese il 29 aprile.
Tuttavia, a causa del perdurare delle condizioni di degrado, e in seguito a un ulteriore incidente, il commissario prefettizio dispose la sospensione provvisoria dell'esercizio al termine dell'ultima corsa del 15 settembre 1927. Dal giorno successivo, il collegamento tra Montepulciano e la stazione fu assicurato da un'autolinea gestita dalla SATA, sovvenzionata dal Comune. A essa subentrò, nel 1938, la SITA, che attivò anche un’autolinea Montepulciano–Chianciano Terme–Chiusi, molto apprezzata dall'utenza.
La ferrovia non fu più riattivata. Il materiale rotabile esistente al momento della cessazione del servizio, costituito da 4 locomotive, 7 carrozze e 6 carri, fu inizialmente abbandonato presso la stazione di Montepulciano Città, subendo danni dovuti agli agenti atmosferici, ai furti e agli atti vandalici, per poi essere ricoverato nelle rimesse. Il 25 maggio 1937 si tenne un'asta pubblica per la vendita, ma nessun acquirente si presentò per carrozze, carri e piattaforme girevoli. Successivamente, il liquidatore offrì i materiali alle Ferrovie della Tripolitania e della Cirenaica, che nel settembre 1938 risposero di non essere interessate. L'ultima asta, tenutasi il 29 novembre 1939, si concluse con la vendita del materiale a una ditta di demolizioni. La sede ferroviaria e i ponti, spogliati dell'armamento, sono in parte ancora visibili; i fabbricati furono demoliti o riutilizzati per altre finalità.

## Tracciato
| Continuation backward |

| Station on track |

| Unknown route-map component "eKRWgl" | Unknown route-map component "exKRW+r" |

| Straight track | Unknown route-map component "exBHF" |

| Unknown route-map component "CONTr+g" | Unknown route-map component "exSTR" |

|  | Unknown route-map component "exHST" |

|  | Unknown route-map component "exHST" |

|  | Unknown route-map component "exKBHFe" |

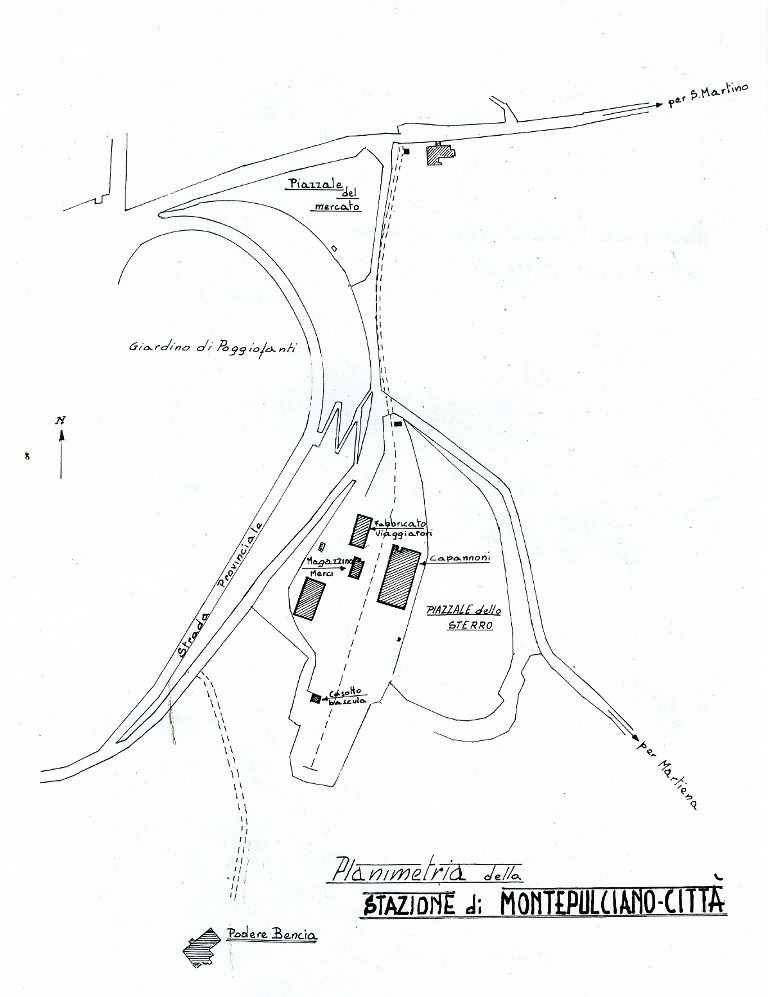
Planimetria della stazione di Montepulciano Città

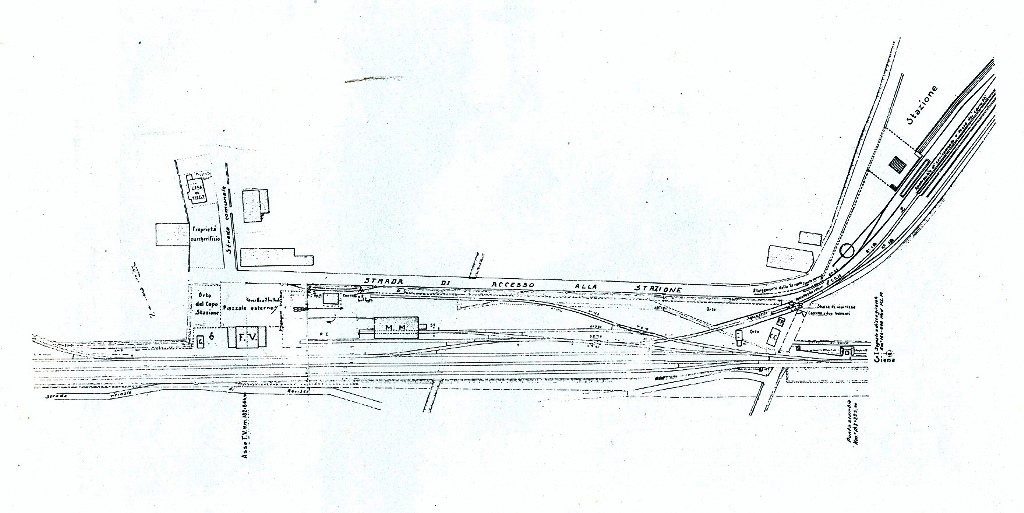
Planimetria della stazione di Fontago

Il tracciato della ferrovia si estendeva per 10,328 chilometri in esercizio; la lunghezza di costruzione risultava invece di 10,450 chilometri. La linea aveva origine presso l'asse del fabbricato viaggiatori della stazione FS di Montepulciano, lungo la ferrovia Centrale Toscana, e terminava all'asse del fabbricato viaggiatori della stazione di Montepulciano Città. La differenza tra le due misure è da attribuire al prolungamento dei binari nel piazzale della stazione FS.
La ferrovia era a scartamento ridotto di 950 mm. Il binario era composto da rotaie Vignoles da 20 kg/m, posate su traverse in rovere. Il binario a scartamento ordinario della SAF che permetteva l'inoltro dei carri merci, posato nel piazzale della stazione FS di Fontago, utilizzava rotaie tipo RA 36 S, allora di uso comune.
Da Fontago la linea iniziava a salire con tornanti e curve impegnative (tra cui quelle di Saltecchio e delle Caggiole), seguendo un percorso tortuoso: dietro la chiesa di Gracciano, proseguiva verso Nottola e Saltecchio, quindi, in prossimità della chiesa delle Caggiole, piegava a sinistra per aggirare il colle delle Corolle, tornando infine a costeggiare la strada provinciale fino a San Lazzero e ai Ponti Secchi a Montepulciano, dove superava lo strapiombo con un viadotto, raggiungendo il piazzale dello Sterro (502 m s.l.m.), sede della stazione di Montepulciano Città.
La stazione di Fontago, posta a 250 m s.l.m., comprendeva due fabbricati viaggiatori: uno presso la stazione FS e uno affacciato sulla strada provinciale (successivamente ristrutturato come centro sociale). Erano presenti binari per i servizi viaggiatori e merci. Un binario a scartamento normale che percorreva la sede stradale in Via di Fontago (divenuta Via di Rovisci Nord e infine Via Firenze) collegava la stazione allo scalo merci FS. 
La stazione di Montepulciano Città era dotata di un fabbricato viaggiatori (oggi sede della caserma dei vigili del fuoco), un magazzino merci, alloggi per il personale e un ampio edificio comprendente rimessa e officina per la manutenzione del materiale rotabile.
Entrambe le stazioni principali disponevano di colonne idrauliche per il rifornimento d'acqua delle locomotive e di piattaforme girevoli (quella di Fontago era situata in Piazza Italia). A Montepulciano Città era presente anche una stadera a ponte per la pesatura dei carri in partenza. La linea non era dotata di segnali, ma era presente un impianto telefonico di servizio.
Completavano la linea due fermate intermedie: Gracciano, con fabbricato viaggiatori a un piano, e Nottola, servita da una semplice casa cantoniera.

## Materiale rotabile

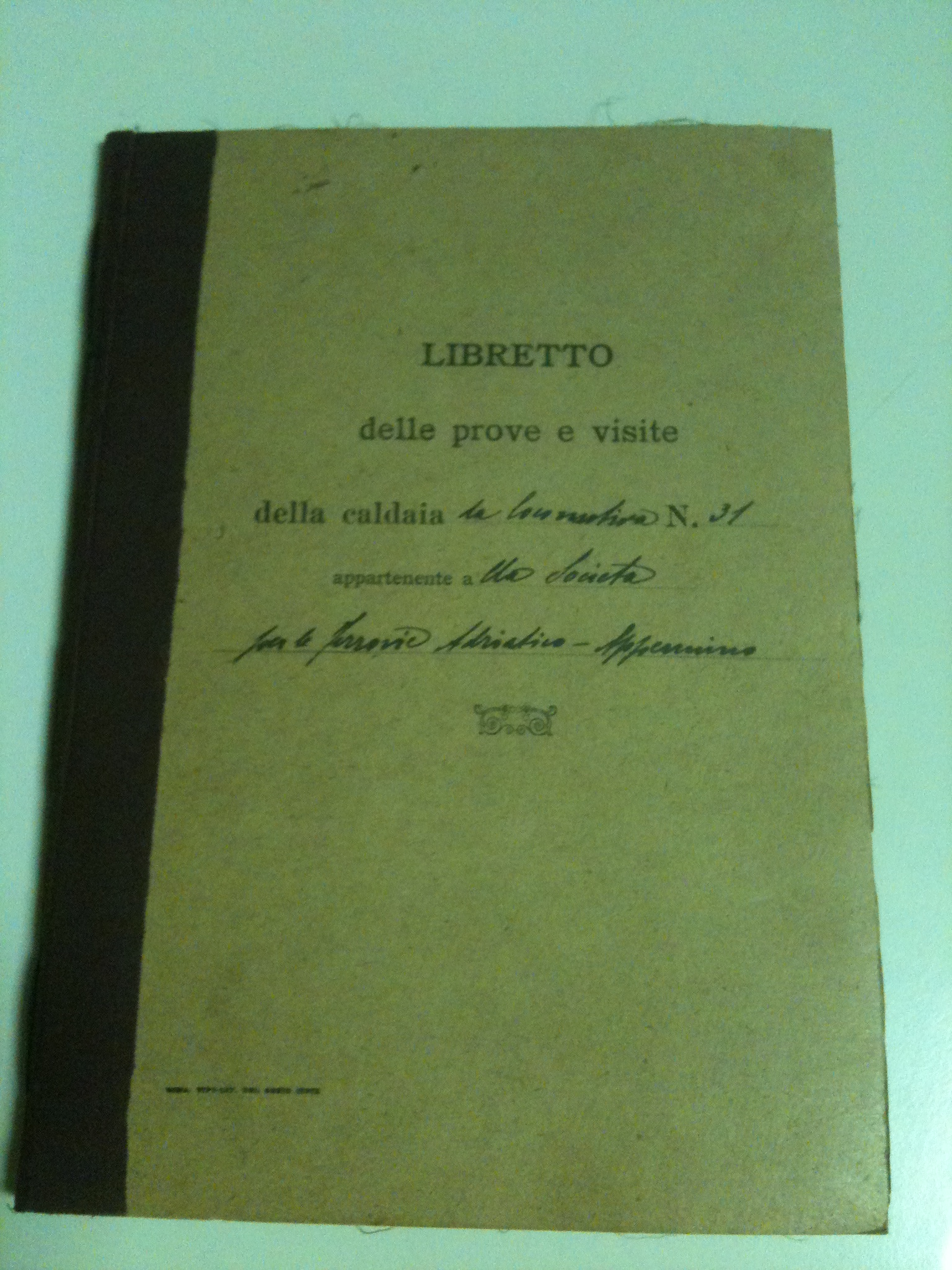
Libretto delle prove e visite della locomotiva ex FAA 31

Il parco rotabili era stato dimensionato in base alle modeste necessità del servizio e comprendeva locomotive con motore a vapore surriscaldato, con distribuzione distribuzione Walschaerts, acquistate usate da altre aziende ferroviarie e pervenute in tempi diversi. Completavano il parco otto carrozze viaggiatori e dieci carri merci.
Le carrozze viaggiatori, costruite nel 1916, erano in tutto otto: quattro di prima classe, due di seconda classe e due di seconda classe con bagagliaio. Secondo Antonio Federici, nel 1917 erano in servizio 8 carrozze, ridottesi a 7 nel 1927 I carri merce, costruiti nel 1915, erano in tutto dieci, di cui quattro coperti, quattro scoperti con sponde alte e due coperti con sponde basse. Secondo Antonio Federici, tanto nel 1917 quanto nel 1927 erano in servizio 7 carri.
Le prime 2 locomotive tipo Mallet, con rodiggio B’B’, furono acquistate dalla Ferrovia Porto San Giorgio-Amandola, gestita dalla Società per le Ferrovie Adriatico Appennino (FAA). Tuttavia, le loro prestazioni si rivelarono superiori alle esigenze di trazione della Montepulciano–Fontago. Per questo motivo, tra il 1925 e il 1926 la SAF le cedette alla Ferrovia delle Dolomiti, ottenendo in cambio 4 locomotive di rodiggio D, di origine austro-ungarica. Il materiale rotabile delle ferrovie militari da campo austro-ungariche, comprese le locomotive a vapore del gruppo 4, fu catturato dall'esercito italiano dopo la fine della guerra, poiché si trovava al di là della linea del fronte. Nel dopoguerra, l'Amministrazione Militare Italiana (AMI) ne cedette parte a diverse aziende ferroviarie civili. Le locomotive AMI 4.07, 4.09, 4.13 e 4.21, originariamente a scartamento di 700 mm e dotate di tender separato, furono impiegate inizialmente sulla Ferrovia delle Dolomiti sotto la gestione del Genio Ferrovieri. Dopo il passaggio della linea alla Società della Ferrovia delle Dolomiti, lo scartamento fu convertito a 950 mm e le locomotive del gruppo 4 furono adattate di conseguenza: trasformate in locomotive-tender e infine cedute alla SAF, rimanendo in servizio fino alla chiusura della linea. La dotazione della linea includeva anche 3 Locomotive SFV 1-4 di rodiggio C, noleggiate dalla Società Anonima delle Ferrovie Vicinali (SFV).
| Classificazione d'origine | Rodiggio | Diametro delle ruote motrici (mm) | Velocità massima (km/h) | Massa in servizio (t) | Costruttore e anni di costruzione            |
| ------------------------- | -------- | --------------------------------- | ----------------------- | --------------------- | -------------------------------------------- |
| FAA 31-32                 | B'B'     | 1 000                             | 40                      | 40                    | Henschel, 1913                               |
| SFV 1-4                   | C        | 910                               | 40                      | 29,7                  | Borsig, 1911-1914                            |
| AMI 4.07, 09, 13, 21      | D        | 600                               | 18                      | 15,7                  | Società già G. Sigl di Wiener Neustadt, 1909 |